# Sekhonyana Nehemia Maseribane
Sekhonyana Nehemia Maseribane est un membre de la famille royale du Lesotho et homme d'État, né le 4 mai 1918 et décédé le 3 novembre 1988. Il est Premier ministre du Basutoland (aujourd'hui Lesotho) du 6 mai 1965 au 7 juillet 1965.

## Biographie
Le fils d'une morena était du 6 mai 1965 au 7 juillet 1965, Premier ministre de la colonie britannique Basutoland , devenue indépendante en 1966 sous le nom de Lesotho. Comme son successeur, Leabua Jonathan , il était membre du Parti national du Basutoland (BNP). Dans son administration, Maseribane était alors long vice-Premier ministre.
Lorsque le BNP a perdu face au Basutoland Congress Party (BCP) lors des élections de janvier 1970 , Maseribane, puis le chef des finances, Peete Peete, ont conseillé au Premier ministre Jonathan de déclarer l'état d'urgence et d'annuler les élections, ce qu'il a fait.